# Lilian Thuram
Ruddy Lilian Thuram-Ulien (Pointe-à-Pitre, Guadalupe, 1 de enero de 1972) es un exfutbolista francés. Jugaba de  defensor central, aunque también se podía desempeñar como  lateral derecho. Es además padre de los también futbolistas, Marcus y Khéphren Thuram.

## Trayectoria

### A. S. Mónaco
Emigró desde el Caribe a París a la edad de nueve años, y pronto desarrolló su actividad futbolística en los clubes locales. En sus comienzos jugaba como delantero. A los 20 años de edad, se marchó al Sur de Francia para iniciar en serio su carrera profesional en las filas del Mónaco, al que llegó en 1991 y donde se reconvirtió en lateral derecho. Su debut en Primera división se produjo el 22 de mayo de 1991 en un Toulon 1-1 Monaco. En el Mónaco se proclamó Campeón de Liga en 1996, y dos veces Campeón de la Copa Francesa en 1994 y 1996.

### Parma F. C.
En 1996 pisó suelo italiano y firmó por el Parma F. C. por casi cuatro millones de euros. En el cuadro parmesano, y junto a otros jugadores de renombre como Fabio Cannavaro, Gianluigi Buffon, Hernán Crespo, Faustino Asprilla y otros, ganó la Copa de Italia y la Copa de la UEFA en 1999. Con el Parma llegó a jugar 163 partidos en 5 temporadas y tras realizar una espectacular temporada 2000-01 fue traspasado a la Juventus en verano de 2001 por 32 millones de dólares.

### Juventus F. C.
En 2001 llega al club bianconero junto a Buffon, en su período en el club de Turín, Thuram formó una de las defensas más poderosas y eficaces de Europa junto a otros jugadores como Ciro Ferrara, Gianluca Zambrotta, Paolo Montero, Gianluca Pessotto, Igor Tudor, Alessandro Birindelli o Fabio Cannavaro. Con la Juventus, Thuram ganó dos Scudettos, también llegó a la final de la UEFA Champions League en la temporada 2002-03, donde el club turinés fue derrotado por otro equipo italiano, el A. C. Milan. Pero el idilio con la Juventus terminó cuando el club descendió a la Serie B italiana en verano de 2006, por ello, algunos "pesos pesados" lo abandonaron, como Zambrotta, Zlatan Ibrahimović o el propio Thuram.

### F. C. Barcelona
En 2006 fichó por el F. C. Barcelona junto con su amigo y compañero Gianluca Zambrotta por 19 millones de euros. No fue presentado oficialmente, y recibió el dorsal 21. Con el Barça logra ganar la  Supercopa de España en 2006. Thuram tuvo una actuación en las dos temporadas que jugó en el F. C. Barcelona irregular y marcada de lesiones. Disputó su último partido como blaugrana el 17 de mayo de 2008, en el estadio de La Nueva Condomina frente al Real Murcia, donde su equipo ganó por 5 goles a 3, saliendo de titular y jugando 70 minutos, siendo sustituido en el minuto 25 de la segunda parte por el canterano Fali.

### Retirada prematura
Aunque ciertos rumores apuntaban a su retirada tras la conclusión de su contrato con el F. C. Barcelona, Thuram estuvo a punto de fichar por el Paris Saint-Germain francés en verano de 2008, tras jugar con su selección la Eurocopa de Austria y Suiza, pero la detección de una malformación cardíaca durante el reconocimiento médico paralizaron su fichaje.
Finalmente el 1 de agosto de 2008 decide retirarse del fútbol profesional como consecuencia de dicha malformación. Quería jugar sus últimos años en el Paris Saint-Germain pero debido a esta enfermedad pone fin a su espectacular carrera profesional como jugador del F. C. Barcelona.

## Selección nacional

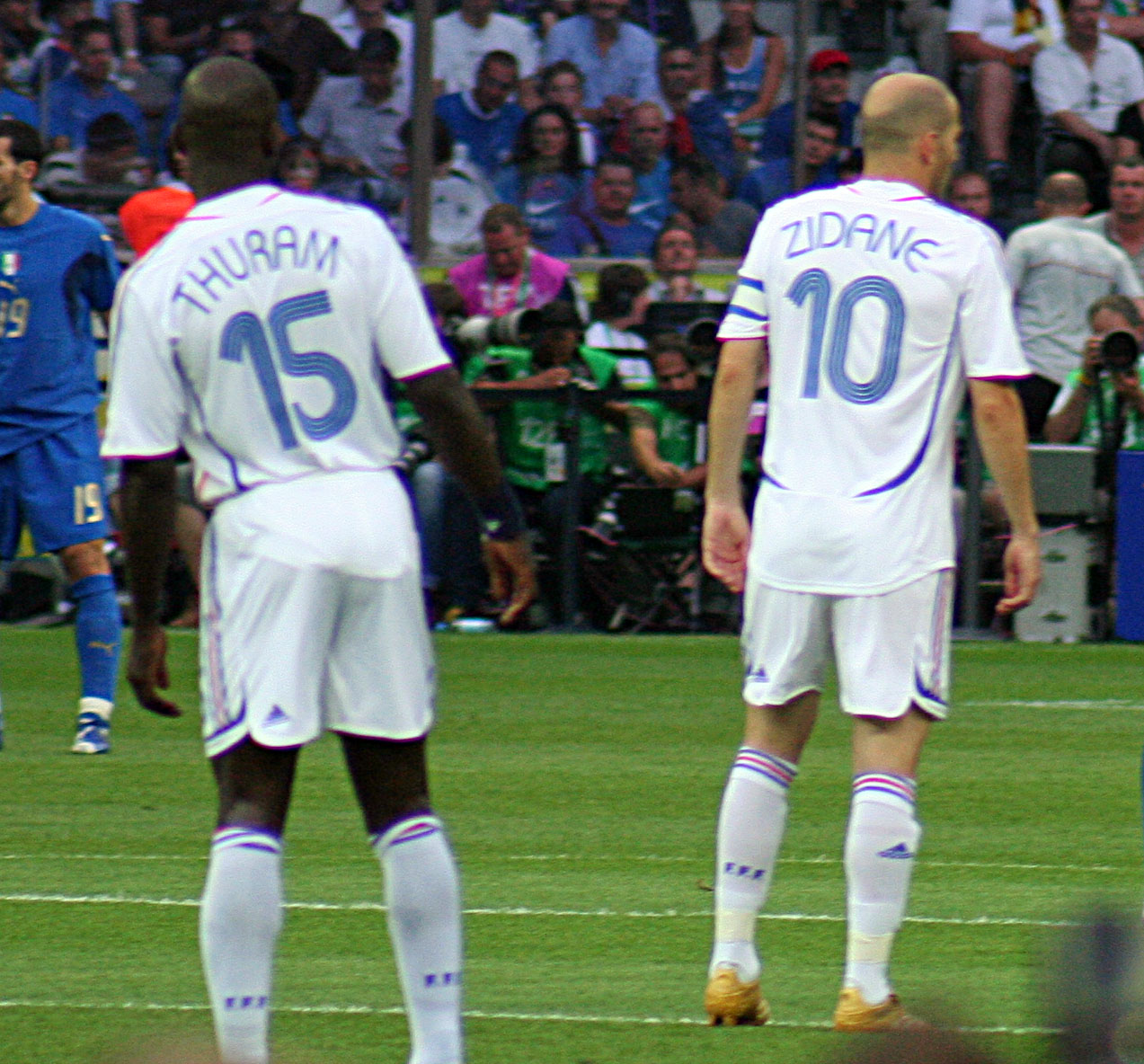
Thuram al lado de Zinedine Zidane en la final de la Copa Mundial de Fútbol de 2006.

Debutó en la selección de fútbol de Francia el 22 de mayo de 1994 ante la República Checa. Ha sido internacional en la Copa Mundial de Fútbol de 1998, 2002 y 2006. Es el jugador que más partidos ha disputado con la selección gala en la historia, anotando dos goles. Como curiosidad, cabe destacar que sus dos únicos goles los marcó en un mismo partido; fue en la semifinal del Mundial de 1998, los cuales sirvieron para que Francia derrote 2-1 a Croacia y llegue a la final, la que posteriormente ganarían frente a Brasil. Su último partido con los Bleus fue el 17 de junio de 2008 en la derrota por 2-0 ante Italia en el último partido del Grupo C de la Eurocopa 2008.

### Participaciones en Copas del Mundo
| Copa              | Sede                | Resultado    | Partidos | Goles |
| ----------------- | ------------------- | ------------ | -------- | ----- |
| Copa Mundial 1998 | Francia             | Campeón      | 7        | 2     |
| Copa Mundial 2002 | Corea del Sur Japón | Primera fase | 3        | 0     |
| Copa Mundial 2006 | Alemania            | Subcampeón   | 5        | 0     |

### Participaciones en Copa Confederaciones
| Copa                      | Sede    | Resultado | Partidos | Goles |
| ------------------------- | ------- | --------- | -------- | ----- |
| Copa Confederaciones 2003 | Francia | Campeón   | 4        | 0     |

### Participaciones en Eurocopas
| Copa          | Sede                   | Resultado        | Partidos | Goles |
| ------------- | ---------------------- | ---------------- | -------- | ----- |
| Eurocopa 1996 | Inglaterra             | Semifinales      | 5        | 0     |
| Eurocopa 2000 | Bélgica · Países Bajos | Campeón          | 5        | 0     |
| Eurocopa 2004 | Portugal               | Cuartos de final | 4        | 0     |
| Eurocopa 2008 | Austria · Suiza        | Primera fase     | 2        | 0     |

### Goles internacionales
| N.º | Fecha              | Lugar                           | Rival   | Gol | Resultado | Competición                    |
| --- | ------------------ | ------------------------------- | ------- | --- | --------- | ------------------------------ |
| 1   | 8 de julio de 1998 | Estadio de Francia, Saint-Denis | Croacia | 1-1 | 2-1       | Copa Mundial de Fútbol de 1998 |
| 2   | 8 de julio de 1998 | Estadio de Francia, Saint-Denis | Croacia | 2-1 | 2-1       | Copa Mundial de Fútbol de 1998 |

## Estadísticas

### Clubes
| Club | Div.          | Temporada     | Liga  | Liga  | Copas nacionales(1) | Copas nacionales(1) | Torneos internacionales(2) | Torneos internacionales(2) | Otros(3) | Otros(3) | Total | Total |
| Club | Div.          | Temporada     | Part. | Goles | Part.               | Goles               | Part.                      | Goles                      | Part.    | Goles    | Part. | Goles |
| --- | ------------- | ------------- | ----- | ----- | ------------------- | ------------------- | -------------------------- | -------------------------- | -------- | -------- | ----- | ----- |
| A. S. Monaco F. C. Francia | 1.ª           | 1990-91       | 1     | 0     | 0                   | 0                   | 0                          | 0                          | —        | —        | 1     | 0     |
| A. S. Monaco F. C. Francia | 1.ª           | 1991-92       | 19    | 0     | 4                   | 0                   | 4                          | 0                          | —        | —        | 27    | 0     |
| A. S. Monaco F. C. Francia | 1.ª           | 1992-93       | 37    | 0     | 2                   | 0                   | 4                          | 0                          | —        | —        | 43    | 0     |
| A. S. Monaco F. C. Francia | 1.ª           | 1993-94       | 25    | 1     | 3                   | 1                   | 8                          | 1                          | —        | —        | 36    | 3     |
| A. S. Monaco F. C. Francia | 1.ª           | 1994-95       | 37    | 2     | 2                   | 0                   | —                          | —                          | 3        | 1        | 42    | 3     |
| A. S. Monaco F. C. Francia | 1.ª           | 1995-96       | 36    | 5     | 3                   | 0                   | 2                          | 0                          | 3        | 0        | 44    | 5     |
| A. S. Monaco F. C. Francia | Total club    | Total club    | 155   | 8     | 14                  | 1                   | 18                         | 1                          | 6        | 1        | 193   | 11    |
| Parma F. C. · Italia | 1.ª           | 1996-97       | 34    | 1     | 1                   | 0                   | 2                          | 0                          | —        | —        | 37    | 1     |
| Parma F. C. · Italia | 1.ª           | 1997-98       | 32    | 0     | 6                   | 0                   | 8                          | 0                          | —        | —        | 46    | 0     |
| Parma F. C. · Italia | 1.ª           | 1998-99       | 34    | 0     | 8                   | 0                   | 11                         | 0                          | —        | —        | 53    | 0     |
| Parma F. C. · Italia | 1.ª           | 1999-00       | 33    | 0     | 2                   | 0                   | 10                         | 0                          | 2        | 0        | 47    | 0     |
| Parma F. C. · Italia | 1.ª           | 2000-01       | 30    | 0     | 8                   | 0                   | 7                          | 0                          | —        | —        | 45    | 0     |
| Parma F. C. · Italia | Total club    | Total club    | 163   | 1     | 25                  | 0                   | 38                         | 0                          | 2        | 0        | 228   | 1     |
| Juventus F. C. · Italia | 1.ª           | 2001-02       | 30    | 0     | 3                   | 0                   | 8                          | 0                          | —        | —        | 41    | 0     |
| Juventus F. C. · Italia | 1.ª           | 2002-03       | 27    | 1     | 0                   | 0                   | 15                         | 0                          | 1        | 0        | 43    | 1     |
| Juventus F. C. · Italia | 1.ª           | 2003-04       | 23    | 0     | 4                   | 0                   | 5                          | 0                          | 0        | 0        | 32    | 0     |
| Juventus F. C. · Italia | 1.ª           | 2004-05       | 37    | 0     | 1                   | 0                   | 11                         | 0                          | —        | —        | 49    | 0     |
| Juventus F. C. · Italia | 1.ª           | 2005-06       | 27    | 0     | 4                   | 0                   | 8                          | 0                          | 0        | 0        | 39    | 0     |
| Juventus F. C. · Italia | Total club    | Total club    | 144   | 1     | 12                  | 0                   | 47                         | 0                          | 1        | 0        | 204   | 1     |
| F. C. Barcelona · España | 1.ª           | 2006-07       | 23    | 0     | 2                   | 0                   | 4                          | 0                          | 1        | 0        | 30    | 0     |
| F. C. Barcelona · España | 1.ª           | 2007-08       | 18    | 0     | 4                   | 0                   | 6                          | 0                          | —        | —        | 28    | 0     |
| F. C. Barcelona · España | Total club    | Total club    | 41    | 0     | 6                   | 0                   | 10                         | 0                          | 1        | 0        | 58    | 0     |
| Total carrera | Total carrera | Total carrera | 503   | 10    | 57                  | 1                   | 113                        | 1                          | 10       | 1        | 683   | 13    |
| (1) Incluye datos de la Copa de Francia, Copa Italia y Copa del Rey. (2) Incluye datos de la Recopa de Europa, Liga de Campeones y Copa de la UEFA. (3) Incluye datos de la Supercopa de Italia y Supercopa de España. |               |               |       |       |                     |                     |                            |                            |          |          |       |       |

## Palmarés

### Campeonatos nacionales
| Título              | Club               | País    | Año  |
| ------------------- | ------------------ | ------- | ---- |
| Copa de Francia     | A. S. Monaco F. C. | Francia | 1991 |
| Copa Italia         | Parma F. C.        | Italia  | 1999 |
| Supercopa de Italia | Parma F. C.        | Italia  | 1999 |
| Serie A             | Juventus F. C.     | Italia  | 2002 |
| Supercopa de Italia | Juventus F. C.     | Italia  | 2002 |
| Serie A             | Juventus F. C.     | Italia  | 2003 |
| Supercopa de Italia | Juventus F. C.     | Italia  | 2003 |
| Supercopa de España | F. C. Barcelona    | España  | 2006 |

### Campeonatos internacionales
| Título                 | Club                 | Sede                   | Año  |
| ---------------------- | -------------------- | ---------------------- | ---- |
| Copa Mundial de Fútbol | Selección de Francia | Francia                | 1998 |
| Copa de la UEFA        | Parma F. C.          | Moscú                  | 1999 |
| Eurocopa               | Selección de Francia | Bélgica · Países Bajos | 2000 |
| Copa Confederaciones   | Selección de Francia | Francia                | 2003 |

### Distinciones individuales
| Distinción                                                                | Año        |
| ------------------------------------------------------------------------- | ---------- |
| Jugador francés del año                                                   | 1997       |
| Guerin d'Oro                                                              | 1997       |
| Balón de Bronce de la Copa Mundial de Fútbol                              | 1998       |
| Séptimo lugar en el Balón de Oro                                          | 1998       |
| Equipo ideal de la Copa del Mundo                                         | 1998, 2006 |
| ESM Team of the Year                                                      | 1999, 2003 |
| Equipo del Torneo de la Eurocopa                                          | 2000       |
| Elegido como uno de los mejores jugadores vivos de la historia (FIFA 100) | 2004       |
| Incluido en el Once Ideal de la FIFA/FIFPro World XI                      | 2006       |
| Trofeo de honor UNFP                                                      | 2009       |
| Équipe type spéciale 20 ans des trophées UNFP                             | 2011       |

### Condecoraciones
| Distinción                      | Año  |
| ------------------------------- | ---- |
| Caballero de la Legión de Honor | 1998 |
| Oficial de la Legión de Honor   | 2013 |

## Política
La sintonía entre el futbolista y la socialista Ségolène Royal en la campaña de las elecciones francesas de 2007, no se dio ni mucho menos con el aspirante conservador Sarkozy, de quien el futbolista dijo que "juega con los prejuicios y los miedos, que alimenta y exacerba". Tampoco soporta la idea de la discriminación positiva que promueve: "Miren en Estados Unidos, donde se aplica la discriminación positiva. Colin Powell (ex secretario de Estado) o el actor Denzel Washington están delante. Pero la situación de los negros es una catástrofe", además "ya en la época de las colonias se elegía a una élite para que la masa fuera más dócil y aceptara mejor la situación". Thuram, acusado por la derecha de estar haciendo campaña por Ségolène Royal,  cenó con la candidata socialista el 29 de enero. En el encuentro hablaron de fútbol, de racismo, de integración y de la situación en las Antillas francesas, de donde es originario el futbolista y que la candidata acababa de visitar.
A Royal, Thuram le agradeció la expulsión del Partido Socialista de Georges Frêche por unas declaraciones en las que este se quejaba del alto número de negros que había en la selección francesa. "Tomar esa decisión (de expulsarle) es educar a la sociedad francesa", sostuvo el jugador.

## Estilo de juego
Serio en defensa, era un jugador tremendamente fuerte que iba muy bien por alto. Cualidades que no pasaron desapercibidas en su juego para rematar corners o bien despejar balones. Su amplia estatura y su físico potente hacían de él una auténtica pesadilla para los delanteros rivales.
Su aspecto feroz, su inteligencia para el marcaje y su gran técnica para salir jugando hicieron que fuera uno de los defensores más cotizados en el fútbol mundial.